# Sol-Angel and The Hadley St. Dreams
Sol-Angel and The Hadley St. Dreams es el segundo álbum de estudio de la cantante Solange Knowles, lanzado el 26 de agosto de 2008, bajo el sello de Geffen Records y con la producción ejecutiva Music World Entertainment Inc.
El álbum explora un retroceso musical influenciado de las décadas 60 y 70 en el R&B, experimentando también con delicados sonidos de jazz, blues y toques electrónicos. Contando con composiciones originales de Solange, así además la participación de productores como The Neptunes entre otros.

## Lista de canciones
Edición Estándar
1. "God Given Name"
2. "T.O.N.Y."
3. "Dancing In The Dark"
4. "Would´ve Been The One"
5. "Sandcastle Disco"
6. "I Decided (Pt, 1)"
7. "Valentines Day"
8. "6 O´Clock Blues"
9. "Ode To Marvin"
10. "I Told You So"
11. "Cosmic Journey" (Featuring Bilal)
12. "This Bird"
13. "I Decided (Pt, 2)"

### Pistas adicionales

#### UK/Circuit City Edition
- "ChampagneChroniKnightcap"

### Deluxe Edition
- "6 O'Clock Blues (Whatever Whatever Radio)"
- "I Told You So (Mike Rizzo Funk Generation Radio Mix)"
- "Wanna Go Back" (Featuring Marsha Ambrosius & Q-Tip)

### iTunes Edition
- "White Picket Dreams"
- "ChampagneChroniKnightcap" (Featuring Lil Wayne)

## Vídeos del álbum
- I Decided (Part 1)
- I Decided (Part 2)
- T.O.N.Y.

## Créditos
- Producción Ejecutiva: Mathew Knowles y Solange Knowles para Music World Entertainment Inc. y Ron Fair.
- Sello: Geffen Records
- Marketing: Gita Williams y Niki Benjamin.
- Masterización: Tom Coyne.

## Enlaces
http://www.solangemusic.com/ Archivado el 5 de junio de 2019 en Wayback Machine.
- Datos: Q16635378